# William Garrison
Pour les articles homonymes, voir Garrison.
William Louis Garrison, né le 20 avril 1924 dans le Tennessee et mort le 1er février 2015 à Lafayette (Californie) est un géographe américain, pionnier de la géographie quantitative et spécialiste en géographie des transports.

## Formation et carrière académique
Durant la Seconde Guerre mondiale, Garrison effectue des travaux météorologiques pour l'armée. Il reçoit ses diplômes de licence et master en géographie du Peabody College (en) de Nashville et son doctorat de l'Université Northwestern en 1950.
Il rejoint alors l'université de Washington et y revitalise le département de géographie par l'introduction de méthodes quantitatives. Rejoint l'année suivante par Edward Ullman, les deux hommes mènent la révolution quantitative en géographie, ce qui les conduit à utiliser les premières techniques statistiques informatisées. Garrison et son département ont alors accès aux premiers ordinateurs, notamment l'IBM 604 et l'IBM 650, ce qui permettra à terme la mise en place des systèmes d'information géographique.
En plus de l'Université de Washington, Garrison enseigna à l'université Northwestern, à l'université de Pennsylvanie, à l'université de l'Illinois et à l'Université de Pittsburgh. Il est président de la Regional Science Association entre 1962 et 1963.
En 1973, il est nommé professeur dans le département de génie civil à Berkeley et directeur de l'Institute of Transportation and Traffic Engineering qu'il renomme Institute of Transportation Studies. Il prend sa retraite en 1991.
En 1994, il reçoit le Prix Edward L. Ullman récompensant une contribution significative en géographie des transports et est honoré de la Fleming Lecture in Transportation Geography, récompensant une conférence lors de la réunion annuelle de l'Association of American Geographers (AAG).
En 2006, l'Association of American Geographers crée le prix William L. Garrison récompensant la meilleure thèse de géographie computationnelle.

## Publications
- Scapinakis, D. A., & Garrison, W. L. (1991). Studies of the adoption and use of location and communication technologies by the trucking industry. California Partners for Advanced Transit and Highways (PATH).
- Garrison, W. L., & Pitstick, M. E. (1990). Lean machines: Preliminary investigations. California Partners for Advanced Transit and Highways (PATH).
- Garrison, W. L., & Jones, D. W. (1979). Energy conservation in urban transportation. Institute of Transportation Studies, University of California.
- Garrison, W. L., & Clarke, J. F. (1977). Prospects for neighborhood cars. The Institute.
- Garrison, W. L. (1972). Future knowledge. University of Iowa, Department of Geography.
- Garrison, W. L. (1969). Prospects for new urban systems (Vol. 3). Center for Urban Studies, University of Illinois at Chicago Circle.
- Garrison, W. L., & Schofer, J. L. (1969). Technology for urban systems (No. 4). Center for Urban Studies, University of Illinois at Chicago Circle.
- Garrison, W. L. (1968). Innovation of new transportation systems (No. 3). University of Illinois.
- Schofer, J. L., & Garrison, W. L. (1968). Prospects for Innovative Urban System Control (No. 1). Center for Urban Studies, University of Illinois.
- Garrison, W. L. (1967). Quantitative Geography: Physical and cartographic topics. Department of Geography, Northwestern University
- Garrison, W. L., & Marble, D. F. (1964). Factor-Analytic Study of the Connectivity of a Transportation Network. Papers in Regional Science, 12(1), 231-238.
- Garrison, W. L., & Marble, D. F. (1962). Approaches to the development of a forecasting capability for national and regional transportation systems. Transportation Center at Northwestern University.
- Garrison, W. L. (1962). Toward simulation models of urban growth and development. Lund Studies in Geography, 24, 91-108.
- Garrison, W. L. (1960). Connectivity of the interstate highway system. Papers in Regional Science, 6(1), 121-137.
- Morrill, R. L., & Garrison, W. L. (1960). Projections of interregional patterns of trade in wheat and flour. Economic Geography, 116-126.
- Garrison, W. L., Berry, B. J., Marble, D. F., Nystuen, J. D., & Morrill, R. L. (1959). Studies of highway development and geographic change.
- Garrison, W. L., & Marts, M. E. (Eds.). (1958). Influence of highway improvements on urban land: A graphic summary. Dept. of Geography and the Dept. of Civil Engineering, University of Washington.
- Berry, B. J., & Garrison, W. L. (1958). A note on central place theory and the range of a good. Economic Geography, 304-311.
- Garrison, W. L., & Marble, D. F. (1957). The Spatial Structure of Agricultural Activities. Annals of the Association of American Geographers, 47(2), 137-144.
- Garrison, W. L. (1950). The Businews Structure of the Customer Tributary Area of the Fountain Square Mojor Outlying Business Center of Evanston, Illinois: A Study of the Dispersion and Agglomeration of Satellite Business Structure in a Portion of the Chicago Metropolitan Area. Northwestern University.